# جما اسکات
جما اسکات (انگلیسی: Gemma Scout) که با نام خانم کیسی نیز شناخته می‌شود، یک شخصیت خیالی در سریال تلویزیونی اپل جداسازی است. او توسط دیچن لاچمن به تصویر کشیده شده است. اگرچه گفته شده که جما قبل از شروع کار مارک در صنایع لومن مرده است، او در طبقه‌ای جدا شده از دیگر طبقات حضور دارد و به عنوان مشاور سلامتی کمپانی که به نام خانم کیسی شناخته می‌شود کار می‌کند. غم از دست دادن او انگیزه اصلی همسرش مارک اسکات است تا کار خود را در صنایع لومن آغاز کند.

## توصیف

### قبل از لومون
جما یک استاد ادبیات روسی بود که در کالج گانز کار می‌کرد. او با استاد دانشگاه مارک اسکات ازدواج کرد که در جریان یک جلسه اهدای خون در لومون با او آشنا شد. این زوج به خواهر مارک، دوون، و همسرش ریکن هیل نزدیک بودند طوریب که آنها می‌خواستند نام دختر در آستانه تولدشان را از روی نام او بگذارند، اگرچه مارک نپذیرفت. پس از اینکه جما دچار سقط جنین شد، او و مارک به مرکز باروری بوتزمن که توسط لومن اداره می‌شد مراجعه کردند، جایی که او برای درمان‌های IVF ثبت نام کرد که در نهایت ناموفق بود. مدتی بعد، لومون مرگ جما را جعل کرد، در حالی که مخفیانه او را به یک موش آزمایشگاهی برای آزمایش‌هایشان دربارهٔ فناوری جداسازی تبدیل کردند. مارک که نمی‌توانست غم و اندوه از دست دادن جما را تحمل کند، تصمیم گرفت شغل تدریس خود را رها کند و یک شغل پاره‌وقت در صنایع لومون را انتخاب کرد.

### در لومون
او گاهی اوقات به طبقه جداسازی شده فرستاده می‌شود، جایی که او به یک کارمند پاره وقت معروف به خانم کیسی تبدیل می‌شود که به عنوان مشاور سلامتی لومن برای سایر کارمندان جداسازی شده خدمت می‌کند. او چندین بار با همسرش مارک تعامل می‌کند، اگرچه هیچ‌کدام از آنها یکدیگر را نمی‌شناسند، زیرا هر دوی آنها جداسازی شده‌اند و خاطرات بیرون از ساختمان لومن را به یاد نمیاورند. در پایان فصل ۱، او از سمت خود به عنوان یک مشاور سلامتی برکنار می‌شود و به‌طور نامحدود به طبقه آزمایش بازگردانده می‌شود. مارک پس از پیدا کردن عکسی از مراسم عروسی او با جما در خانه دوون، متوجه می‌شود که خانم کیسی در واقع همسر اوست. وقتی مارک به طبقه جدا شده برمی گردد، تصمیم می‌گیرد او را بیابد و نجات دهد، اما متوجه می‌شود که اتاق سلامتی تعطیل شده است. جما از دکتر مائر شخصی که مسئولیت نظارت جلسات آزمایشی را بر عهده دارد می‌پرسد که آیا پس از بازدید از تمام اتاق‌ها اجازه خواهد داشت دوباره مارک را ببیند، اما مائر پاسخ روشنی نمی‌دهد. مائر بعداً به جما دروغ می‌گوید که مارک دوباره ازدواج کرده و صاحب یک دختر شده است، و پیشنهاد می‌کند که او نیز ممکن است در یکی از اتاق‌های آزمایش «به کار خود ادامه دهد». جما مائوئر را با صندلی بیهوش می‌کند و کارت کلید او را در تلاش برای فرار از طریق آسانسور می‌دزدد، اما پس از رسیدن به طبقه جداسازی شده، به خانم کیسی تبدیل می‌شود و میلچیک به سادگی او را به آسانسور بازمی‌گرداند و جما را در طبقه آزمایش به دام می‌اندازد.

## بازخوردها
شخصیت جما اسکات توسط دیچن لاچمن به تصویر کشیده شده است. منتقدان روی این نکته تأکید داشتند که چگونه رفتار خانم کیسی در طبقه جداسازی شده مکانیکی و عجیب به نظر می‌رسد. درو شارما از نشریه اسکرین رنت شخصیت جما را «رباتیک» و «تک‌بعدی» توصیف کرد. ارین کوالی از ولچر نوشت که این شخصیت «حضور بسیار عجیب و در عین حال گرمی را تداعی می‌کند» و «به نظر می‌رسد او درست از خط مونتاژ در وست‌ورلد بیرون کشیده شده است.»